# カラバノヴォ
座標: 北緯56度19分 東経38度48分 / 北緯56.317度 東経38.800度
カラバノヴォ（ロシア語: Карабаново；Karabanovo）はロシア連邦ヴラジーミル州の西部にある都市。州都ウラジーミルからの距離は北西へ130km。人口は16,015人（2002年国勢調査）。
カラバノヴォはセラヤ川の左岸にあり、この川はシェルナ川を経てクリャージマ川へ流れている。10km北にはアレクサンドロフの街があり、カラバノヴォはアレクサンドロフを中心とするアレクサンドロフスキー地区に属する。

## 歴史
カラバノヴォの村の名は1630年の記録に初出する。この地はカラバノフ家の所領であった。1846年にバラノフという商人により繊維と染色の工場がこの地に建設され、工場の街として次第に大きくなった。1871年にはアレクサンドロフとの間の馬車鉄道が開業し、1893年にはオレホヴォ＝ズエヴォとの間に鉄道が開業した。バラノフの寄付による大聖堂も建立されたが、ソビエト時代に解体されている。カラバノヴォは1938年9月26日に市になった。

## 産業と交通
カラバノヴォは長年綿製品を中心とする繊維工業の街として栄えたが、ソ連崩壊後の外国産繊維製品の流入により打撃を受け、工場も閉鎖された。住民は商店を経営するか、近くのアレクサンドロフへ通勤している。
カラバノヴォには、北のアレクサンドロフおよびストルニノから、南のオレホヴォ＝ズエヴォへと向かう鉄道（1893年開業）が通っている。この路線はモスクワを環状に取り巻く路線の一部を形成している。